# Kasumi Nishihara
Kasumi Nishihara (jap. 西原加純 Nishihara Kasumi; ur. 1 marca 1989) – japońska lekkoatletka, specjalistka od długich dystansów.

## Osiągnięcia
- srebrny medal mistrzostw Azji juniorów (bieg na 5000 m, Dżakarta 2008)
- 5. miejsce podczas mistrzostw świata juniorów (bieg na 5000 m, Bydgoszcz 2008)
- 2 medale Uniwersjady (Belgrad 2009, bieg na 10 000 m - złoto i bieg na 5000 m - srebro)

## Rekordy życiowe
- bieg na 3000 metrów – 9:12,97 (2017)
- bieg na 5000 metrów – 15:20,20 (2015)
- bieg na 10 000 metrów – 31:53,69 (2014)
- bieg na 10 kilometrów – 32:26 (2010)